# 美國場外交易集團
美國場外交易集團（OTC Markets Group, Inc.、OTCBB：OTCM
，非正式名稱亦被叫做美國粉單市場或美國粉紅單交易市場，Pink Sheets）是美國一家提供柜台买卖服務的公司，旗下包括OTCQX以及OTCQB兩個板塊，其服務內容包括證券報價及交易和相關訊息的發布於傳播。根據美国证券交易委员会的規定，美國場外交易集團並不是一個证券交易所，而是一個旨在促進具有證券交易資格的獨立經紀人之間交流的服務機構。

## 歷史
美國場外交易集團的前世是於1913年成立的美國國家報價局（The National Quotation Bureau）。幾十年來，通過美國國家報價局進行交易的股票的報價都是印刷在粉紅色的紙張上，故而有了“粉單市場”的稱呼。

## 現狀
由美國場外交易集團所負責的美國粉單市場並不是一個证券交易所。通過美國粉單市場交易的公司股票不需要承擔任何要求，例如向美国证券交易委员会提交財務報告。而在粉單市場交易的非美國本土發行機構，主要是發行美國存託憑證，這些公司往往是少數人持股的小型公司，這些公司一般來說規模較小，收益較少，甚至是破產公司。所以這些公司大部分不符合諸如纽约证券交易所等美國交易機構的基本上市要求，同時，這些公司沒有定期披露公司訊息的責任和提交經過會計事務所審核過的財務報告的義務，故而對於投資者來說，很難找到可靠的訊息來源。
基於這些原因，美国证券交易委员会將大部分美國粉單市場的公司列為“風險投資”，建議投資者在投資之前需要大量研究這些公司的資產情況。

## 美國粉單市場分級
美國場外交易集團為美國粉單市場建立了一個分級制度，以顯示通過美國粉單市場進行交易的公司所披露的財務報表和公司訊息的水平，但是這種分級並不代表任何有關該公司股票的收益水平或風險性的優點。美國場外交易集團的這種分級是根據交易公司披露相關訊息的及時性和公開性，目的在於提醒投資者在進行投資之前慎重考慮。

### OTCQX
OTCQX是美國粉單市場交易股票的最高級。在OTCQX掛牌的企業必須披露公司年度財務報告、季度財務報告和年度公司訊息等內容，其財務報表採用美國通用會計制度，但不需要符合美国证券交易委员会的第404條規定。除了本土市場中比較規範的垃圾股，非美國本土上市的一些上市公司也會在美國市場發布存託憑證（ADR）以便在美國融資，通常這種存託憑證發佈於OTCQX，是粉單市場中比較特殊的類別。

### OTCQB
OTCQB是美國粉單市場的中小規模板塊，是美國粉單市場專為中小規模公司所設計。與OTCQX一樣，在OTCQB交易股票的公司也是需要按照美國標準會計制度提交財務報表。

### 當前訊息
在最近六個月有向粉單訊息服務部門提交過相關報表，或者有在美国证券交易委员会的（即電子化數據收集、分析及檢索系統）備案。這一層級的公司包括借殼上市的公司或者正處於發展階段的小公司，這些公司的發展規模較小，贏利前景尚不明朗，因此被視為極具投機性的公司。

### 有限訊息
這一層級的公司一般來說無法或不願提供足夠符合美國粉單交易市場標準的訊息，此類公司一般在財務報表上有問題，或者經營困難，或者破產。

### 未提供訊息
這一層級的公司不願或無法提供符合美國粉單市場標準的財務報表，同樣他們也不利用美國粉單訊息發布系統發布相關訊息或者發布的訊息是在六個月之前的舊資訊。此類公司一般被認為是管理上出現重大紕漏或者已經徹底停止運營的公司，甚至有可能是一些並不存在的公司。一些證券商認為，投資這樣的公司是高風險性的。

### 買者自負
跌入這一層級的公司一般是引發重大公共問題的公司，或者管理層內部存在重大欺詐行為。這一層級的公司股票是會被美國場外交易集團終止交易的。

粉單市場髮型股票通常需要給承銷方高達50%以上甚至80%的佣金，由於巨大的利益誘惑使得粉單市場成為證券詐騙的高發領域。

2013年奧斯卡影帝萊昂納多•迪卡普裏奧主演的電影華爾街之狼（The Wolf of Wall Street）講述的就是20世紀80年代FBI破獲的臭名昭著的喬丹•貝爾福特粉單股票證券詐騙案。

由於粉單市場不需要滿足旨在加強上市公司內部監管的薩班斯法案第404條款，至今粉單市場仍然是證券詐騙高發領域。各國均有利用投資人對美國證券監管的認知空白，購買粉單市場上市公司或者混淆IPO（首次公開募股）與MINI IPO之間的區別，銷售粉單市場股票進行詐騙的案例。

## 其他櫃檯買賣機構

### OTCBB
美国场外柜台交易系统（OTC Bulletin Board，簡稱）也是一種類似粉單的交易市場，但是與柜台买卖不同的是，通過OTCBB系統上市的公司必須向美国证券交易委员会提交財務報告和承擔訊息披露的義務。許多OTCBB公司也會通過粉單交易系統進行股票買賣。

### 灰色市場
任何未通過OTCBB系統或粉單系統進行交易的股票都被認為是灰色市場交易股票。這些股票或有價證券並不是集中交易或報價，而是通過個案的單獨處理為主。據報導，一個行業自律組織負責這種灰色市場的相關事務，例如發布交易報價等。

## 外部連結
- 美國場外交易集團官方網站 （页面存档备份，存于）（英文）
- 美國證券交易委員會有關粉單市場的相關訊息 （页面存档备份，存于）（英文）
- 美國證券交易委員會有關上市和退市的相關訊息 （页面存档备份，存于）（英文）
- 美國櫃檯買賣交易系統（英文）